# Sapayoa
Sapayoa (Sapayoa aenigma) är en sydamerikansk tätting som numera placeras som ensam art i familjen Sapayoidae.

## Utbredning och systematik
Sapayoan förekommer från tropiska centrala Panama till Colombia och nordvästligaste Ecuador.

### Släktskap
Sapayoan behandlades länge som en avvikande medlem av manakinerna eller tyrannerna, båda liksom sapayoan amerikanska fågelfamiljer. DNA-studier har dock visat att de nog istället är närmast släkt med afrikanska och asiatiska arter i familjen brednäbbar (Eurylaimidae). Tidvis har den därför förts dit, men efter senare studier har den lyfts ut till den egna familjen Sapayoidae.

## Utseende och levnadssätt
Sapayoan är en liten olivfägad fågel, något blekare under och gulaktig på strupen. I beteende och rörelsemönster påminner den om en större, mer långstjärtad och mer brednäbbad version av en manakinhona. Den trivs i skogars undervegetation, gärna intill raviner och små vattendrag. Där ses den parvis eller i artblandade flockar. Sapayoan lever av frukt eller fångar insekter bladverket eller i luften. Fågeln bygger sitt päronformade bo med sidoentré hängande från en gren, ofta över ett vattendrag.

## Status och hot
Arten har ett stort utbredningsområde och en stor population med stabil utveckling och tros inte vara utsatt för något substantiellt hot. Utifrån dessa kriterier kategoriserar internationella naturvårdsunionen IUCN arten som livskraftig (LC). Världspopulationen har inte uppskattats men den beskrivs som ovanlig.